# Alt de la Nevera
L'Alt de la Nevera és una muntanya de 714 metres d'altura situada en la serra Calderona, entre els termes municipals de Sogorb (Alt Palància) pel nord i l'oest, Torres Torres (Camp de Morvedre) per l'est i Serra (Camp de Túria). Es tracta del cim més elevat de la comarca del Camp de Morvedre.
Es troba dins dels límits del Parc Natural de la Serra Calderona.